# Spectre Abysm
Spectre Abysm è l'ottavo album della symphonic black metal band norvegese Limbonic Art.

## Tracce
1. Demonic Resurrection – 10:21
2. Ethereal Traveller – 7:05
3. Omega of Doom – 7:46
4. Requiem Sempiternam – 2:44
5. Triumph of Sacrilege – 4:43
6. Disciplina Arcani – 5:40
7. Through the Vast Profundity Obscure – 8:46

## Formazione
- Daemon - chitarra, basso, tastiere, voce, mixaggio